# Дюма, Тома-Александр
Тома́-Алекса́ндр Дюма (Thomas Alexandre Dumas), официально Дави́ де ля Пайетри́ (Davy de la Pailleterie; 25 марта 1762, Жереми, Гаити — 26 февраля 1806, Вилле-Котре, Франция) — французский генерал, отец Александра Дюма.

## Биография
Родился во французской колонии Сан-Доминго, на плантации Геноде близ Жереми. Его родителями были владелец плантации — француз Антуан Делиль Дави де ля Пайетри (1714—1786) и чернокожая гаитянская рабыня Мария-Сессета Дюма.
Плантатор, называвший себя Делилем, был отставным полковником Дави, бежавшим в колонию от своих кредиторов. Его отец, маркиз де ля Пайетри, принадлежал к нормандскому роду, утверждённому в дворянском достоинстве в 1669 г. Род Дави может быть прослежен до сеньора Оливье Дави, присягнувшего на верность королю в 1519 г.
После смерти Марии-Сессеты плантатор Делиль продал своих четырёх детей от неё в рабство с правом впоследствии выкупить старшего. Вернувшись в Париж в 1775 г., он принял отцовский титул маркиза де ля Пайетри, женился на своей экономке и через четыре года выкупил одного из своих сыновей и официально усыновил его.
Через некоторое время Тома-Александр решил завербоваться в королевскую гвардию простым солдатом (дворяне рядовыми не служили, но офицером Тома стать не мог, так как он был незаконнорождённым). Отец-маркиз был категорически против того, чтобы сын порочил службой в армии имя де ля Пайетри. В итоге Тома-Александр берёт только своё второе имя и фамилию матери и под именем Александр Дюма вступает драгуном в полк королевы Марии Антуанетты, где и служит вплоть до 1789 года.

В полку он быстро прославился своими геркулесовыми подвигами. Никто, кроме него, не мог, ухватившись за балку конюшни, зажать лошадь в шенкелях и подтянуться вместе с нею; никто, кроме него, не мог, засунув по пальцу в четыре ружейных дула, нести на вытянутой руке все четыре ружья. Этот атлет читал Цезаря и Плутарха, но он завербовался под простонародной фамилией, и потребовалась революция, чтобы его произвели в офицеры.
В революционной армии его карьера была стремительной: в феврале 1792 года его произвели в капралы, в октябре того же года — уже в подполковники, в июле 1793 года — в бригадные, а в сентябре 1793 года — в дивизионные генералы.
Женился на дочери трактирщика Мари-Луизе Лабуре 28 ноября 1792 года.
Осенью 1796 года Дюма познакомился с Бонапартом и принял участие в походе в Италию под его командованием.

С отрядом в несколько человек захватил гору Мон-Сени, где засели австрийцы, вскарабкавшись по отвесному утесу с помощью кошек, добравшись до вершины, его люди остановились перед палисадом противника, не зная, как его преодолеть. «А ну, пустите меня!» — сказал генерал и, хватая своих солдат за штаны, одного за другим побросал их через палисад прямо на поверженного в ужас противника. Манёвр, достойный Гаргантюа.
Его легендарные подвиги могут показаться невероятными, но тем не менее они не вымышлены. Из писем Бонапарта мы узнаем, что генерал Дюма лично отбил шесть знамён у численно превосходящего противника, что, умело допросив шпиона, он выведал планы австрийцев, что под Мантуей он остановил армию Вурмзера, — в этом бою он дважды менял подстреленных под ним коней. В сражении на мосту Клаузен (Klauzen) 30 нивоза V года (19 января 1797 года) в Австрийских Альпах, в одиночку остановил австрийский эскадрон, за что Бонапарт прозвал его «Горацием Коклесом из Тироля» по имени древнеримского героя Горация Коклеса.
Генерал Тьебо, служивший с ним, оставил нам такой его портрет:

Под началом Массена служил ещё один дивизионный генерал, мулат, по фамилии Дюма, человек весьма способный и, кроме того, один из самых смелых, самых сильных и самых ловких людей, мною виденных. Он пользовался необычайной популярностью в армии: все только и говорили, что о его рыцарской отваге и невероятной физической силе… И всё же, несмотря на его храбрость и на все его заслуги, из бедняги Дюма, которого можно было назвать лучшим солдатом своего времени, генерала не получилось.
Во время Египетского похода Дюма возглавлял немногочисленную французскую кавалерию.
Но он негативно отозвался об экспедиции Наполеона и потребовал перевести его назад во Францию. Эта просьба была удовлетворена, и в марте 1799 г. Дюма покинул Египет на ветхом судне, которое село на мель в водах Неаполитанского королевства. Генерал был взят в плен и брошен в подземелье. Его бывший друг Наполеон не предпринял ни единой попытки его оттуда вызволить. В тюрьме Дюма несколько раз пытались отравить, и только 5 апреля 1801 года с подорванным здоровьем он был отпущен. Больной Дюма умер на сорок четвёртом году жизни, оставив жену и двух детей (дочь Александрину-Эме и сына Александра — будущего писателя) практически без средств к существованию.

## Память
Имя Дюма высечено на южной стене Триумфальной арки (столбец 23).
4 апреля 2009 г. в Париже на площади Генерала Катру был открыт памятник генералу Дюма работы скульптора Дриса Сан-Арсиде. Монумент называется Fers (кандалы, оковы) и представляет собой рабские оковы высотой более пяти метров и весом несколько тонн. Он стал первым в Европе памятником такого масштаба, посвящённым периоду рабства. Композиция дополнена подсветкой, которая включается в тёмное время суток.